# 박종경
박종경(朴宗慶, 1765년 ~ 1817년)은 조선의 문신이다. 자는 여회(汝會), 호는 돈암(敦巖)이다. 누이는 순조의 생모다.

## 생애
1800년(순조 1) 경모궁영, 사과, 부수찬, 교리, 규장각직각, 의정부검상을 거쳐 이조참의가 되고 홍문관부제학, 예조참판, 검교직제학, 이조참판, 실록교정당상, 선혜청제조를 지낸다. 이후 홍문관부제학, 이조참판, 검교직제학, 선혜청제조, 홍문관제학, 동지춘추관사를 거쳐 병조판서가 되고 진휼당상과 이조판서, 홍문관제학, 규장각제학, 훈련대장을 거쳐 홍문관제학, 지의금부사, 공조판서를 하며 좌부빈객을 겸하고 홍문관제학, 사헌부대사헌을 하다가 우참찬, 공조판서, 한성부판윤, 예조판서를 거쳐 우부빈객을 겸한 뒤 바로 예조판서, 의정부좌참찬, 판의금부사, 공조판서를 거쳐 다시 좌참찬이 되고 좌부빈객을 겸한 뒤 훈련대장, 홍문관제학, 공조판서를 거쳐 이조판서, 호조판서를 지낸 뒤 판의금부사에 이르렀다.